# H.263
H.263 — стандарт сжатия видео, предназначенный для передачи видео по каналам с довольно низкой пропускной способностью (обычно ниже 192 кбит/с). Применяется в программном обеспечении для видеоконференций.
Используемые алгоритмы охраняются патентами, поэтому в некоторых странах разработчики кодеков не могут свободно распространять своё ПО.
Стандарт H.263 был первоначально разработан ITU-T для использования в системах, базирующихся на H.324 (PSTN и другие системы видеоконференций и голосовой связи), но впоследствии нашёл применение в H.323 (видеоконференции, основанные на RTP/IP), H.320 (видеоконференции, основанные на ISDN), RTSP (потоковое аудио и видео) и SIP (интернет-конференции).
H.263 представляет собой развитие стандарта H.261, предыдущей разработки ITU-T — стандарта видеосжатия, и алгоритмов MPEG-1 и MPEG-2. Первая версия была завершена в 1995 году и представляла собой хорошую замену для устаревшего H.261 на каналах с любой пропускной способностью. Дальнейшим развитием проекта является H.263v2 (также известный как H.263+ или H.263 1998) и H.263v3 (известный как H.263++ или H.263 2000).
Новый расширенный кодек от ITU-T (в партнёрстве MPEG) после H.263 — это стандарт H.264, также известный как AVC и MPEG-4, часть 10. Поскольку H.264 имеет существенно расширенные возможности по сравнению с H.263, он стал основным при разработке программного обеспечения для видеоконференций. Большинство современного программного обеспечения этого направления поддерживает H.264, так же, как и H.263 или H.261.